# Eric Erfors
Hans Eric Erfors, född 9 juli 1960, är en svensk journalist. Han var mellan 1991 och 2016  ledarskribent, krönikör och politisk analytiker på Expressens liberala ledarsida. Mellan sommaren 2001 och sommaren 2002 var han politisk reporter på Expressen.
Han har varit bosatt deltid på Gotland, och skrev 1997 den kanske första handboken i kubb.
År 2002 tilldelades Eric Erfors ett stipendium om 15 000 kronor från Expressens och Alfhild Bernschölds stipendier av Hiertanämnden via Publicistklubben i syfte att studera Internet som politiskt kampanjinstrument i USA.  
I Expressen har Erfors bland annat skrivit om en påstådd vänstervridning på Sveriges Television.
År 2016 avslutade han sin anställning på Expressen. Därefter började han som krönikör på Gotlands Tidningar.